# Marko Novaković
Marko Novaković (Beograd, 1971) srpski je filmski, televizijski i pozorišni reditelj.

## Biografija
Bio je član žirija međunarodnih TV festivala »« (Plovdiv 2002) i »« (Albena 2003) kao i član internacionalnog žirija za nagrade »Emi« za vanenglesko govorno područje (2004).
Svoj prvi dugometražni igrani TV film MASKA snima 2007. godine i sa njim osvaja specijalnu nagradu žirija na festivalu “Listapad” (Minsk 2008).
Godinu dana kasnije snima svoj prvi dugometražni igrani film NEKO ME IPAK ČEKA (2009) koji je osvojio veliki broj nagrada na domaćim i stranim filmskim i TV festivalima.
Njegov drugi dugometražni igrani film ZVERINJAK (2012), takođe učestvuje na mnogim filmskim i TV festivalima u zemlji i inostranstvu i osvaja brojne nagrade, a godinu dana kasnije završava svoj prvi dokumentarno-igrani film PUT RUŽAMA POSUT (2013).
Njegov treći dugometražni igrani film BEZ STEPENIKA (2015) sa velikim je uspehom ostvario festivalski život u zemlji i inostranstvu, dobivši nekoliko prestižnih nagrada.
Režirao pozorišne predstave, kratke igrane filmove, TV emisije, prenose koncerata, kvizove, šou programe, muzičke i reklamne video spotove.
Član je udruženja filmskih i TV umetnika Srbije.
Diplomirao je režiju na Akademiji umetnosti Univerziteta u Novom Sadu 1994.
Član je Udruženja filmskih umetnika Srbije od 2009. godine. Od 2009. zaposlen je u Redakciji dramskog i domaćeg serijskog programa RTS-a, čiji je Ogovorni urednik postao 2010. godine.

## Nagrade
Dobitnik je nagrade za režiju filma Priča o povratku, na festivalu kratkometražnog i dokumentarnog filma u Beogradu 1993, nagrade za kameru u filmu Dan za sebe na festivalu Zlatni vitez (Novi Sad, 1994) kao i specijalne nagrade žirija za dugometražni film Maska na međunarodnom filmskom festivalu »Listapad« u Minsku (Belorusija).
U kategorijama muzičkih programa osvojio je Grand Prix na međunarodnom TV festivalu »« (u Bugarskoj) sa emisijom Na istoku zapada (2004) kao i specijalnu nagradu u kategoriji klasične muzike za emisiju Putovanje kruga (2002) na istom festivalu.

## Filmografija:
- Maska (2007)
- Neko me ipak čeka (2009)
- Zverinjak (2012)
- Put ružama posut (2013)
- Bez stepenika (2015)

## Spoljašnje veze
- Marko Novaković на веб-сајту  (језик: енглески)